# Laplace-Formel

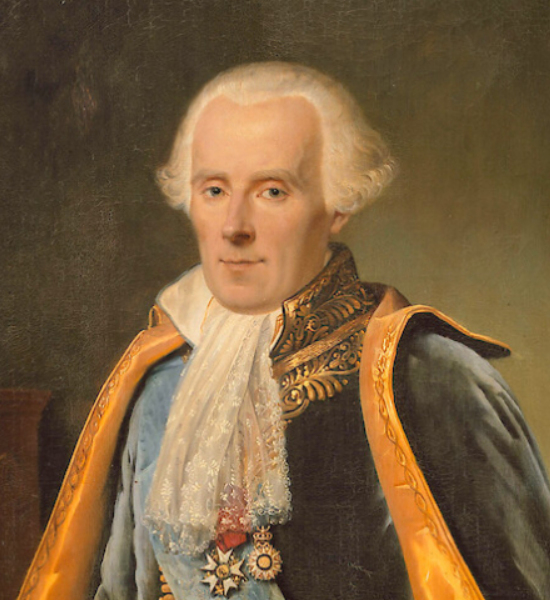
Pierre-Simon Laplace (Gemälde aus dem 19. Jahrhundert)

Die Laplace-Formel ist eine mathematische Formel aus der elementaren Wahrscheinlichkeitsrechnung.
Hat ein Zufallsexperiment nur endlich viele Elementarereignisse und haben diese alle die gleiche Wahrscheinlichkeit, so gilt für die Wahrscheinlichkeit {\displaystyle P(A)} eines Ereignisses {\displaystyle A}:
{\displaystyle P(A)={\frac {{\text{Anzahl der Ergebnisse, bei denen das Ereignis }}A{\text{ eintritt}}}{\text{Anzahl aller möglichen Ergebnisse}}}}
oder formeller
{\displaystyle P(A)={\frac {\left|A\right|}{\left|\Omega \right|}}},
wenn {\displaystyle |A|} und {\displaystyle |\Omega |} die Anzahl der Elemente des Ereignisses {\displaystyle A} bzw. der Ergebnismenge {\displaystyle \Omega } bezeichnen.
Benannt ist die Formel nach dem französischen Mathematiker, Physiker und Astronomen Pierre Simon Laplace (1749–1827).

## Beispiele und Gegenbeispiele

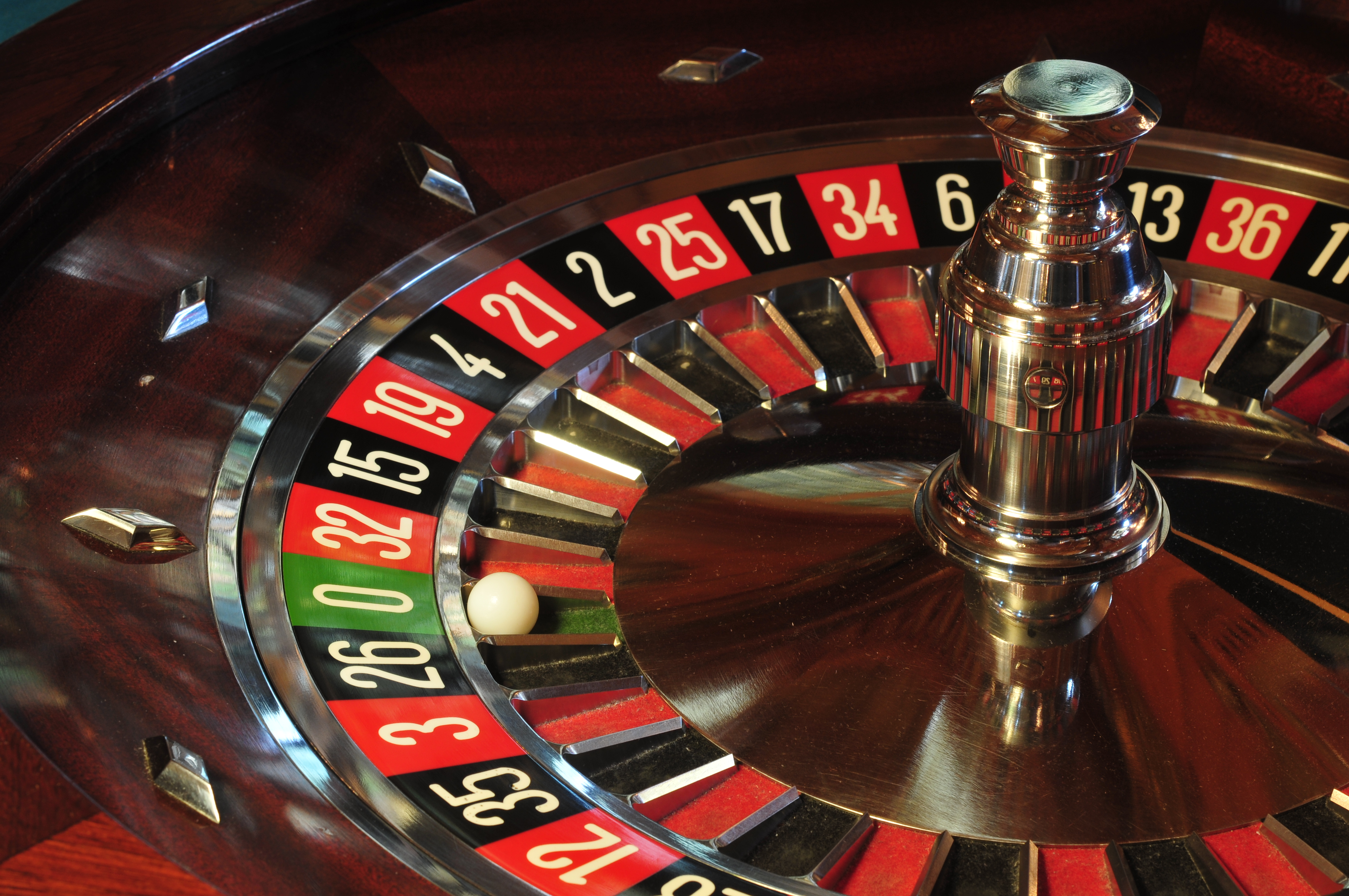
Rouletterad

Urnenmodell

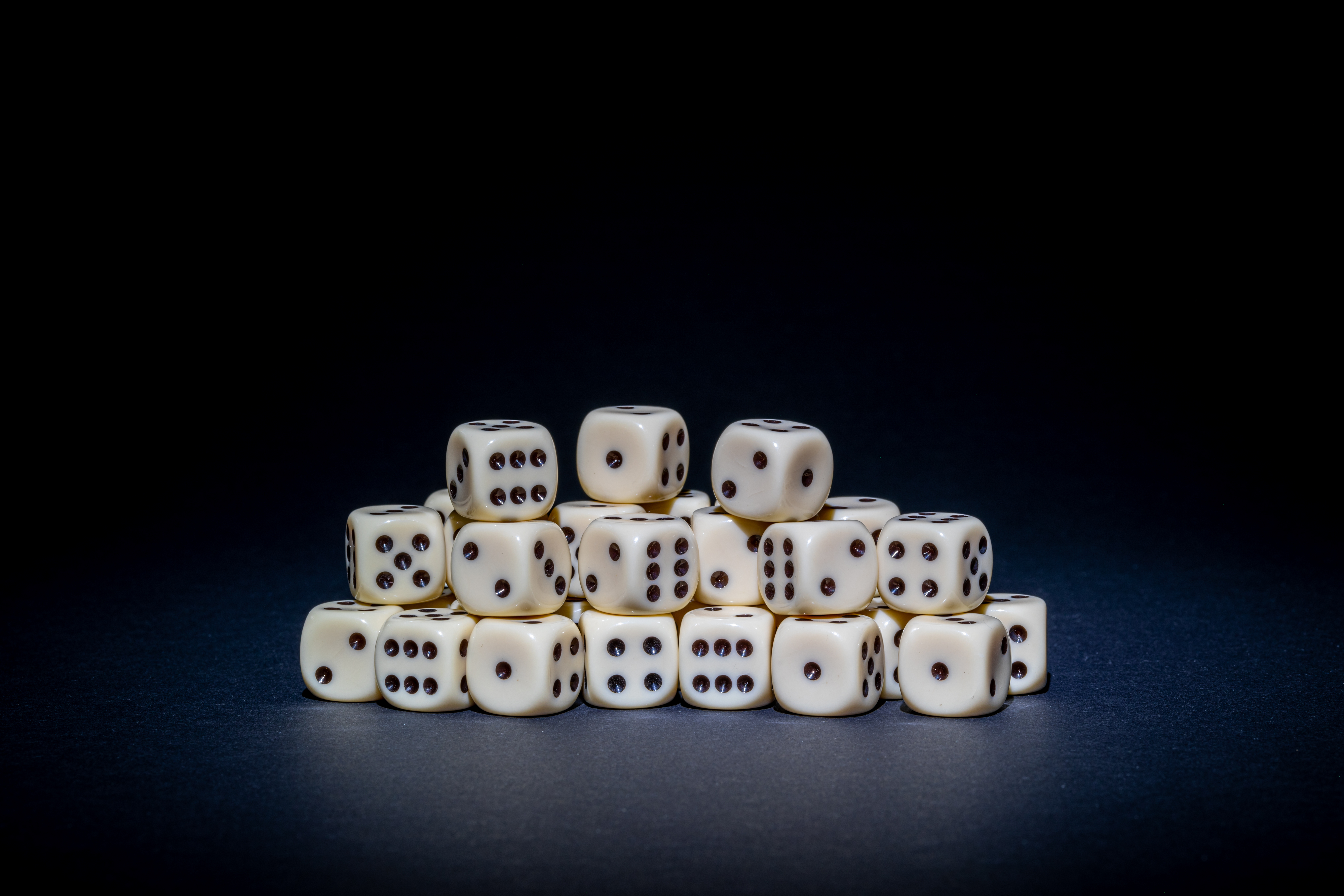
Spielwürfel

### Roulette
Beim Roulette wird eine der 37 Zahlen 0 bis 36 ausgespielt. Hierbei soll aufgrund der Beschaffenheit des Roulette-Tellers und der Vorgehensweise bei den Ausspielungen gewährleistet sein, dass die Roulette-Kugel mit derselben Wahrscheinlichkeit auf jeder der 37 Zahlen liegen bleibt. Unter diesen Voraussetzungen wird jede der 37 Zahlen mit der Wahrscheinlichkeit {\displaystyle p={\tfrac {1}{37}}} ausgespielt.

### Ziehen aus einer Urne
Beim einfachen zufälligen Ziehen aus einer Urne mit {\displaystyle n} gleichartigen nicht unterscheidbaren Kugeln wird jede Kugel mit der Wahrscheinlichkeit {\displaystyle p={\tfrac {1}{n}}} gezogen.

### Doppelwurf eines Spielwürfels
Beim zweimaligen Werfen eines Spielwürfels gibt es 36 mögliche Ergebnisse für die Augenzahlkombinationen
{\displaystyle \Omega =\{(i,j)\mid i,j=1,\dotsc ,6\}}.

#### Gleichwahrscheinliche Ereignisse
Ist der Spielwürfel ein Laplace-Würfel, so beträgt bei vier Ergebnissen die Augensumme 9, nämlich bei (6, 3), (5, 4), (4, 5), (3, 6), wobei alle Würfe mit der Augenzahl 9 gleich wahrscheinlich sind. Deshalb ist
{\displaystyle P(A)={\frac {4}{36}}={\frac {1}{9}}}
die Wahrscheinlichkeit des Ereignisses {\displaystyle A}, die Augensumme 9 zu erhalten.

#### Nicht gleichwahrscheinliche Ereignisse
Auch wenn es sich bei dem Spielwürfel um einen Laplace-Würfel handelt, sind die elf Ereignisse des Auftretens der Augensummen 2 bis 12 nicht gleich wahrscheinlich. Darüber hinaus ist es bei diesem Experiment unmöglich, gleichwahrscheinliche Augensummen durch Würfelmanipulation zu erreichen.
Es sei {\displaystyle p_{i}} die Wahrscheinlichkeit, dass mit dem ersten Würfel die Augenzahl {\displaystyle i} und {\displaystyle q_{i}} die Wahrscheinlichkeit, dass mit dem zweiten Würfel die Augenzahl {\displaystyle i} geworfen wird. Dann ist {\displaystyle p_{1}q_{1}} die Wahrscheinlichkeit für die Augensumme 2 und {\displaystyle p_{6}q_{6}} die Wahrscheinlichkeit für die Augensumme 12.
Wären alle elf Wahrscheinlichkeiten der Augensummen 2 bis 12 identisch, so müsste jede dieser Wahrscheinlichkeiten {\displaystyle {\tfrac {1}{11}}} betragen.
Für die Wahrscheinlichkeit der Augensumme 7 würde dann gelten:
{\displaystyle {\frac {1}{11}}=p_{1}q_{6}+p_{2}q_{5}+p_{3}q_{4}+p_{4}q_{3}+p_{5}q_{2}+p_{6}q_{1}}
{\displaystyle \geq p_{1}q_{6}+p_{6}q_{1}=p_{1}q_{6}\left({\frac {q_{1}}{q_{1}}}\right)+p_{6}q_{1}\left({\frac {q_{6}}{q_{6}}}\right)=p_{1}q_{1}\left({\frac {q_{6}}{q_{1}}}\right)+p_{6}q_{6}\left({\frac {q_{1}}{q_{6}}}\right)}
{\displaystyle ={\frac {1}{11}}\left({\frac {q_{6}}{q_{1}}}\right)+{\frac {1}{11}}\left({\frac {q_{1}}{q_{6}}}\right)={\frac {1}{11}}\left({\frac {q_{6}}{q_{1}}}+{\frac {q_{1}}{q_{6}}}\right)}
{\displaystyle \Leftrightarrow {\frac {q_{6}}{q_{1}}}+{\frac {q_{1}}{q_{6}}}\leq 1} (*)
Wegen {\displaystyle x+{\frac {1}{x}}\geq 2} für alle reellen Zahlen {\displaystyle x>0} ergibt sich ein Widerspruch zu (*).

### Geschlecht eines neugeborenen Kindes
Statistisch ist nachgewiesen, dass Knaben- und Mädchengeburten nur annähernd gleich wahrscheinlich sind, wenn auch in vielen stochastischen Aufgabenstellungen Gleichwahrscheinlichkeit angenommen wird.